# Helsana
Helsana AG er et schweizisk forsikrings- og sundhedsforsikringsselskab, der er baseret i Dübendorf, Kanton Zürich. De har 2,2 mio. kunder og omsætter for 7,8 mia. CHF. Helsana har 3.400 ansatte og 27 bureauer.
Virksomheden blev etableret i 1996 ved en fusion mellem Helvetia og Artisana.